# John Greenleaf Whittier
John Greenleaf Whittier (født 17. december 1807, død 7. september 1892) var en amerikansk digter, der især er kendt for sine digte om hverdagslivet i New England. Whittier, som var kvæker, har dog også skrevet salmer og politiske digte, vendt mod slaveri og undertrykkelse.